# Parque nacional Río Murray
El Parque nacional Río Murray es un Parque nacional en Australia Meridional, ubicado a 186 km al este de Adelaida.